# Garibong-dong
Garibong-dong (koreanska: 가리봉동) är en stadsdel i stadsdistriktet Guro-gu i Sydkoreas huvudstad Seoul. 